# Polyommatus pfeiffer
Polyommatus pfeiffer is een vlinder uit de familie van de Lycaenidae. De wetenschappelijke naam van de soort is voor het eerst gepubliceerd in 1938 door Brandt.
De soort komt voor in Iran.